# Управління Верховного комісара ООН у справах біженців
Управління Верховного комісара ООН у справах біженців (УВКБ ООН) — агентство системи Організації Об'єднаних Націй, що займається захистом та підтримкою біженців, сприяє їх місцевій інтеграції, добровільному поверненню на батьківщину чи переселенню до третьої країни.
Штаб-квартира УВКБ ООН знаходиться в Женеві (Швейцарія), а представництва — в багатьох столицях та гарячих точках світу.

## Історія
Агентство було створене Генеральною Асамблеєю Організації Об'єднаних Націй 4 грудня 1950 р. і розпочало свою роботу в 1951 р. По закінченні Другої світової війни воно надало допомогу більш як мільйону біженців у Європі.
Невдовзі після підписання в 1951 році Конвенції про статус біженців стало зрозуміло, що у випадку біженців не можливо обмежуватися лише територією Європи. У 1957 р. УВКБ ООН долучилося до роботи з китайськими біженцями в Гонконзі, а також з алжирськими біженцями, які опинилися у Марокко та Тунісі в результаті війни Алжиру за незалежність. Ці дії відзначили впровадження ширшого, більш глобального мандату УВКБ ООН у справі захисту біженців та гуманітарної допомоги.
Деколонізація 1960-х рр. викликала великий рух біженців в Африці, що стало серйозним викликом, який продовжував змінювати мандат УВКБ ООН. На відміну від європейської кризи біженців після Другої світової війни, для ситуації в Африці не існувало довгострокових рішень. Багато людей, що залишали свою країну, знаходили нестабільність в іншій. Вже до кінця декади дві третини бюджету УВКБ ООН були зосереджені у операціях в Африці.
У 1970-х рр. УВКБ ООН працювало з біженцями зі східного Пакистану в Індії (невдовзі перед утворенням Бангладешу) та мільйонами втікачів від війни у В’єтнамі.
У 1980-х рр. багато країн, що підписали Конвенцію, відмовилися переселяти біженців у зв’язку зі значним зростанням їх кількості. Часто біженцями ставали в результаті міжетнічних конфліктів в новоутворених країнах. Таким чином навіть «незначні» конфлікти породжували велику кількість переміщених осіб. УВКБ ООН стало більше долучатися до програм допомоги в таборах біженців, часто розташованих у ворожому середовищі.
Кінець Холодної війни відзначився тривалими міжетнічними конфліктами. Гуманітарне втручання багатонаціональних сил почастішало, а медіа почали відігравати велику роль. Прикладом цього стало висвітлення місії НАТО в Югославії у 1999 році, тоді як, наприклад, геноцид 1994 року в Руанді, що спричинив серйозну кризу біженців, привернув значно менше уваги. УВКБ ООН продовжило боротьбу з обмежувальною політикою щодо біженців так званих «багатих» націй.

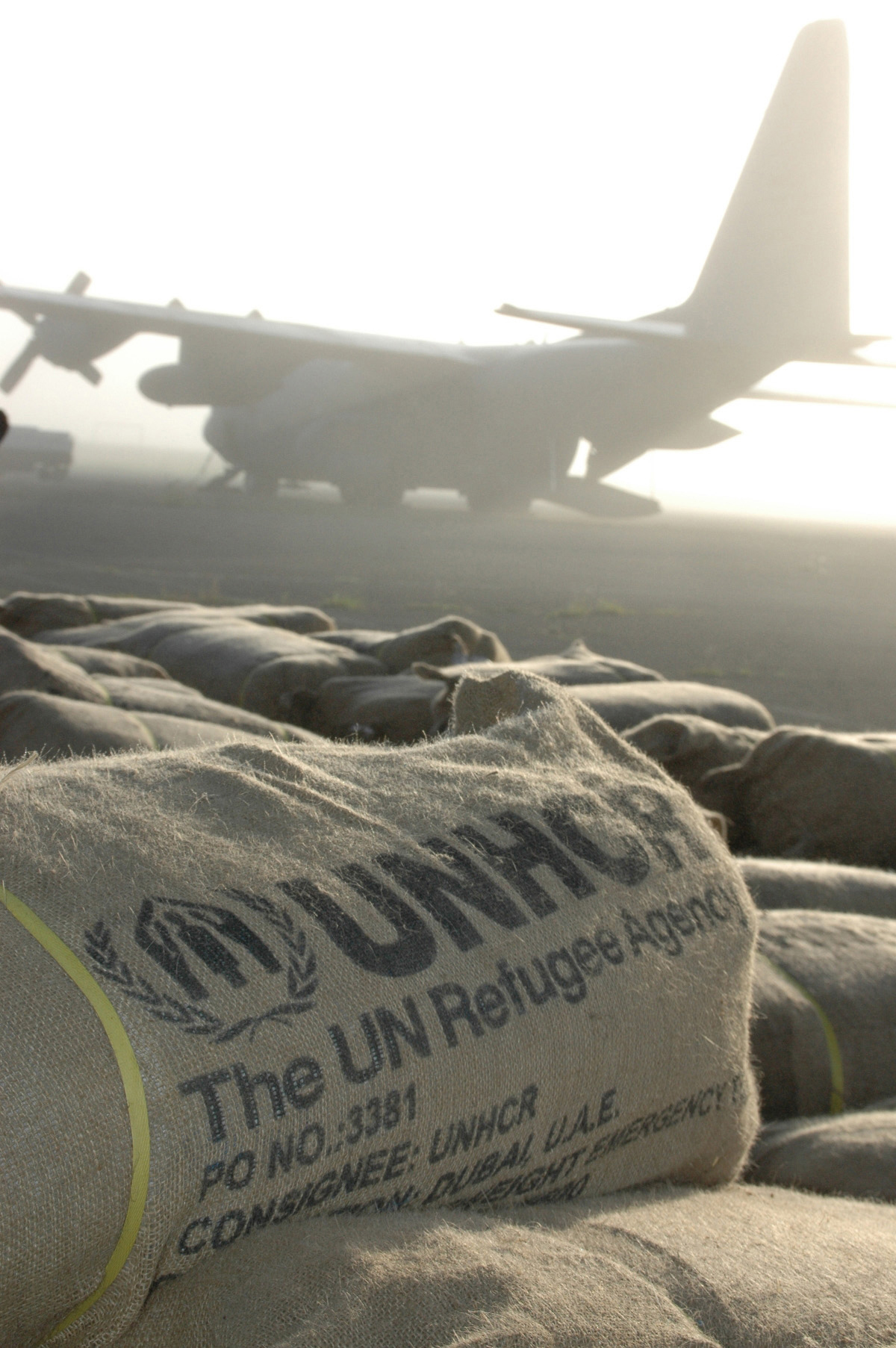
Гуманітарні пакунки УВКБ в Дадаабі, Кенія, 11 грудня 2006 року, після повені

## Робота УВКБ ООН
Міжнародний захист є наріжним каменем роботи УВКБ ООН. На практиці це означає забезпечення поваги до базових прав людини та гарантування того, що жодна особа не буде недобровільно повернута до країни, в якій вона має підстави побоюватися переслідувань.
УВКБ ООН сприяє поширенню міжнародних угод стосовно біженців та наглядає за дотриманням урядами міжнародного права про біженців. Його персонал працює у різноманітних місцях – від столичних міст до віддалених таборів та прикордонних зон – намагаючись надати вищезгаданий захист та мінімізувати загрозу насильства, у тому числі сексуального, жертвами котрого стають багато біженців навіть у країнах, що надають притулок.
Агентство шукає "довгострокових" рішень, допомагаючи біженцям повернутися на батьківщину якщо умови це дозволяють, допомагаючи їм інтегруватися у країнах, що надали їм притулок, чи переселитися до третіх країн.
Мандат УВКБ ООН розширювався, щоб охопити крім біженців, ще й інші групи, такі як шукачі статусу біженця, біженці, що повертаються на батьківщину, та окремі категорії з близько 20—25 мільйонів людей, що переміщені в межах своїх країн та офіційно визнані "внутрішньо переміщеними особами".
Нині УВКБ ООН (штат якого становить близько 7 190 працівників) опікується більш ніж 36 млн осіб у більш ніж 123 країнах світу. Серед них:
- 15,6 мільйонів внутрішньо переміщених осіб;
- 10 мільйонів біженців;
- 2,5 мільйона репатріантів;
- 6,5 мільйонів осіб без громадянства;
- близько мільйона шукачів статусу біженця[9].

## Нагороди
УВКБ ООН була двічі присуджена Нобелівська премія миру – у 1954 та 1981 роках.

## Верховні комісари УВКБ ООН
- Філіппо Гранді (Італія): з 2016 року дотепер
- Антоніу Гутерріш (Португалія): з 2005—2016 рр.;
- Рууд Любберс (Нідерланди): 2001—2005 рр.;
- Оґата Садако (Японія): 1990—2001 рр.;
- Торвальд Столтенберг (Норвегія): січень — жовтень 1990 р.
- Жан-Пьєр Оке (Швейцарія): 1986—1989 рр.
- Поул Хартлінг (Данія): 1978—1985 рр.
- Садрудин Ага-хан (Іран): 1965—1978 рр.
- Фелікс Шнайдер (Швейцарія): 1960—1965 рр.
- Август Ліндт (Швейцарія): 1956—1960 рр.
- Герріт ван Хевен Гудхарт (Нідерланди): 1951—1956 рр.

Перший Верховний комісар у справах біженців був призначений Лігою Націй у 1922 році — ним став Фрітьоф Нансен.

## Посли доброї волі
УВКБ ООН почало працювати з Послами доброї волі на початку 1980-х років, коли Річард Бартон та Джеймс Мейсон першими отримали право робити заяви для мас-медіа та публічно виступати з питань біженців. Сьогодні п’ять Послів доброї волі з різним професійним та особистим досвідом використовують свої таланти та час для здійснення благородної місії:
- Барбара Хендрікс (призначена у 1987 р.)
- Адел Імам (з 2000 р.)
- Анджеліна Джолі (з 2001 р.)
- Джорджо Армані (з 2002 р.)
- Джуліен Клерк (з 2003 р.)

У 2011 р. завдяки своїй інформаційно-пропагандистській роботі Анджеліна Джолі надихнула інших зайняти активнішу позицію не лише в розумінні питань, які стосуються біженців, а також у наданні підтримки для пошуку шляхів їх вирішення. У жовтні 2011 р. Верховний Комісар УВКБ ООН Антоніу Гутерріш визнав її 10-річну співпрацю з Агентством у справах біженців як надзвичайний внесок, запропонувавши взяти на себе значнішу роль, а саме Спеціального посла УВКБ ООН в деяких з найскладніших ситуацій, в яких перебувають біженці. У своїй новій ролі вона зосередила увагу на наймасштабніших кризах, результатом яких стало масове переміщення населення. Її перша місія як Спеціального посла УВКБ ООН відбулася у квітні 2012 р. в Еквадорі.

## Регіональне Представництво УВКБ ООН у Білорусі, Молдові та Україні
УВКБ ООН відкрило свої представництва в Білорусі, Молдові та Україні в середині 1990-х рр. Білорусь приєдналася до Конвенції 1951 р. та Протоколу 1967 р. в 2001 р., Молдова та Україна – в 2002 р. У всіх трьох країнах УВКБ ООН активно співпрацює з урядами та за підтримки НУО бере участь у розробці національного законодавства та створенні ефективної системи надання притулку та допомоги біженцям, а також їх інтеграції відповідно до міжнародного законодавства.

### Проєкти, фінансовані Європейським Союзом
УВКБ ООН реалізує Проєкти Місцевої інтеграції біженців та Регіональної програми захисту, фінансовані Європейським Союзом у Білорусі, Молдові та Україні.
Проєкт Місцевої інтеграції біженців
Місцева інтеграція біженців є регіональним проєктом, який розпочався в 2009 році та має завершитися в грудні 2013 року. Його основним завданням є:
- створення основи для розуміння та підтримки інтеграції біженців серед тих, хто приймає рішення, та у суспільстві в цілому;
- допомога урядам та організаціям, які підтримують біженців, у вирішенні їх проблем та у їх інтеграції;
- а також створення сприятливих умов з реальними можливостями інтегруватися в місцеве суспільство для визнаних біженців, осіб, які користуються додатковим захистом у Молдові та Білорусі, та нещодавно натуралізованих біженців, які нещодавно отримали громадянство України.

Проєкт Регіональної програми захисту
Регіональна програма захисту прагне сприяти доступу шукачів статусу біженця та біженців до засобів захисту та довготривалих рішень завдяки зміцненню потенціалу відповідних державних органів та неурядових організацій. Вона також спрямована на підтримку урядів Білорусі, Молдови та України у виконанні їхніх зобов’язань щодо Конвенції про статус біженця 1951 року та Протоколу 1967 року. Регіональна програма захисту „Підтримка діяльності УВКБ ООН у Східній Європі в контексті регіональних програм захисту ЄС – Фаза II (MIGR/2011/272-415)” є дворічним проєктом (2011-2013 рр.), що реалізується на основі досвіду Фази I (2009-2011 рр.). Новий компонент Регіональної програми захисту по самозабезпеченню (Фаза II) спрямований на підвищення соціально-економічного захисту та самостійності осіб, які шукають притулку, шляхом підтримання їх основних потреб, допоки вони чекають рішення з приводу своїх клопотань про надання статусу біженця відповідно до проведення національних процедур в усіх трьох країнах.

### Мандат безгромадянства
Хоча основний фокус роботи УВКБ ООН це допомога та захист біженців, організації було також надано мандат працювати з урядами для запобігання безгромадянства, вирішення вже наявних ситуацій та захисту прав осіб без громадянства.
В Україні роль УВКБ ООН поширюється також на раніше депортованих осіб. У 1996 р. уряд України запросив УВКБ ООН для надання допомоги у відновленні інтеграції колишніх депортованих осіб, які повернулися до Криму. УВКБ ООН відреагував на це запуском масштабних кампаній по отриманню громадянства, працевлаштуванню, відновленню житла та вихованню толерантності. Допомога УВКБ ООН в обсязі 5,3 млн доларів США за останні одинадцять років по реінтеграції тих, хто повернувся до Криму, є найбільшою комплексною програмою, пов'язаною з запобіганням і скорочення безгромадянства, які УВКБ ООН реалізувало досі у світі.